# Charles Caÿx
Rémi Jean-Baptiste Charles Caÿx, dit Charles Caÿx, est un historien et un homme politique français né le 5 juillet 1793 à Montcuq (Lot) et mort le 3 septembre 1858 à Bernoville (Aisne).

## Biographie
Rémi Jean-Baptiste Charles Caÿx naît le 5 juillet 1793 à Montcuq. Il est le fils de Jean-Baptiste Caÿx, receveur du droit d'enregistrement, et de son épouse, Pétronille Tachard.
Entré au Pensionnat normal en 1812, Charles Caÿx est bibliothécaire adjoint à la bibliothèque de l'Arsenal — dont il deviendra l'administrateur en 1844 —, puis chargé de cours d'histoire au lycée Charlemagne en 1818 où il enseigne jusqu'en 1837. Il devient alors inspecteur de l'académie de Paris.
Il est député du Lot de 1840 à 1846, siégeant dans l'opposition modérée. Il est nommé vice-recteur de l'académie de la Seine en 1854.
Il meurt le 3 septembre 1858 à Bernoville.

## Distinctions
- Chevalier de la Légion d'honneur (décret du 1er mai 1831)[3]
- Officier de la Légion d'honneur (décret du 15 mai 1845)[3]
- Commandeur de la Légion d'honneur (décret du 13 août 1858)[3]